# Melati e Isabel Wijsen
Melati Wijsen (2001) e Isabel Wijsen (2003) son activistas climáticas indonesias. Las dos hermanas son conocidas por sus esfuerzos para reducir el consumo de plástico en Balí.
Las hermanas nacieron en Balí, de padres holandeses e indonesios. En 2013, cuando Melati tenía 12 años e Isabel 10, comenzaron una campaña para librar a Balí de las bolsas de plástico desechables llamada Bye Bye Plastic Bags. Para llamar la atención del público, organizaron una huelga de hambre del amanecer al anochecer en 2016, exigiendo con éxito una reunión con el entonces gobernador de Balí, I Made Mangku Pastika. La campaña resultó en la firma de Pastika de una orden para prohibir las bolsas y pajas de plástico a partir de 2018.
En 2017, el dúo habló en el Día Mundial de los Océanos de las Naciones Unidas en la ciudad de Nueva York. En 2018, las dos fueron nombradas dos de los 25 adolescentes más  influyentes de 2018 por la revista Time. En 2020, Melati fue ponente invitada en el Fórum Económico Mundial en Davos. En 2019, un documental sobre Melati Wijsen titulado Bigger than Us fue estrenado. El film fue dirigido por el director francés Florece Vasseur y producido por Marion Cotillard.